# Piper halesiifolium
Piper halesiifolium är en pepparväxtart som beskrevs av Carl Sigismund Kunth och C. Dc.. Piper halesiifolium ingår i släktet Piper och familjen pepparväxter. Inga underarter finns listade i Catalogue of Life.